# Monlet
Monlet est une commune française située dans le département de la Haute-Loire en région Auvergne-Rhône-Alpes.

## Géographie

### Localisation
La commune de Monlet se trouve dans le département de la Haute-Loire, en région Auvergne-Rhône-Alpes.
Elle se situe à 30 km par la route du Puy-en-Velay, préfecture du département, et à 20 km de Craponne-sur-Arzon, bureau centralisateur du canton du Plateau du Haut-Velay granitique dont dépend la commune depuis 2015 pour les élections départementales.
Les communes les plus proches sont : 
Allègre (2,2 km), Céaux-d'Allègre (5,0 km), La Chapelle-Bertin (5,1 km), Félines (6,3 km), Sembadel (6,5 km), Saint-Pal-de-Senouire (6,7 km), Varennes-Saint-Honorat (7,4 km), Vernassal (7,9 km).

### Climat
Pour des articles plus généraux, voir Climat d'Auvergne-Rhône-Alpes et Climat de la Haute-Loire.
En 2010, le climat de la commune est de type climat des marges montargnardes, selon une étude du Centre national de la recherche scientifique s'appuyant sur une série de données couvrant la période 1971-2000. En 2020, Météo-France publie une typologie des climats de la France métropolitaine dans laquelle la commune est exposée à un climat de montagne ou de marges de montagne et est dans la région climatique Nord-est du Massif central, caractérisée par une pluviométrie annuelle de 800 à 1 200 mm, bien répartie dans l’année.
Pour la période 1971-2000, la température annuelle moyenne est de 7,8 °C, avec une amplitude thermique annuelle de 15,8 °C. Le cumul annuel moyen de précipitations est de 848 mm, avec 9,1 jours de précipitations en janvier et 7,2 jours en juillet. Pour la période 1991-2020, la température moyenne annuelle observée sur la station météorologique de Météo-France la plus proche, « Allègre », sur la commune d'Allègre à deux km à vol d'oiseau, est de 8,3 °C et le cumul annuel moyen de précipitations est de 908,7 mm,. Pour l'avenir, les paramètres climatiques de la commune estimés pour 2050 selon différents scénarios d'émission de gaz à effet de serre sont consultables sur un site dédié publié par Météo-France en novembre 2022.

### Écologie

#### Sites protégés
Monlet est intégré au parc naturel régional Livradois-Forez et a plusieurs ZNIEFF sur son territoire :
- ZNIEFF 830005538 - LAC DE MALAGUET[10]
- FR9300141 - LAC DE MALAGUET[11]
- ZNIEFF 830020300 - ÉTANG DE VACHERESSE[12]

En plus de cela, Monlet est près de la ZNIEFF 830005696 du mont Bar.

#### Espèces
D'après l'INPN, 699 espèces différentes ont été recensées sur le territoire de la commune de Monlet. Parmi elles, 178 sont protégées, et 23 sont menacées.

### Géologie et relief
Du point de vue relief, Monlet est situé sur un plateau granitique d’altitude moyenne (autour de 1 000 mètres).

### Transports et voies de communications
Le village est traversé du nord au sud par la D13, à l'ouest par la D133 reliant vers Saint-Pal-de-Senouire, et à l'est par la D135 vers Chomelix.

## Urbanisme

### Typologie
Au 1er janvier 2024, Monlet est catégorisée commune rurale à habitat très dispersé, selon la nouvelle grille communale de densité à sept niveaux définie par l'Insee en 2022.
Elle est située hors unité urbaine et hors attraction des villes,.

### Occupation des sols
L'occupation des sols de la commune, telle qu'elle ressort de la base de données européenne d’occupation biophysique des sols Corine Land Cover (CLC), est marquée par l'importance des forêts et milieux semi-naturels (53,5 % en 2018), en augmentation par rapport à 1990 (52,3 %). La répartition détaillée en 2018 est la suivante : 
forêts (52,8 %), zones agricoles hétérogènes (24,7 %), prairies (21,1 %), milieux à végétation arbustive et/ou herbacée (0,7 %), eaux continentales (0,7 %). L'évolution de l’occupation des sols de la commune et de ses infrastructures peut être observée sur les différentes représentations cartographiques du territoire : la carte de Cassini (XVIIIe siècle), la carte d'état-major (1820-1866) et les cartes ou photos aériennes de l'IGN pour la période actuelle (1950 à aujourd'hui).

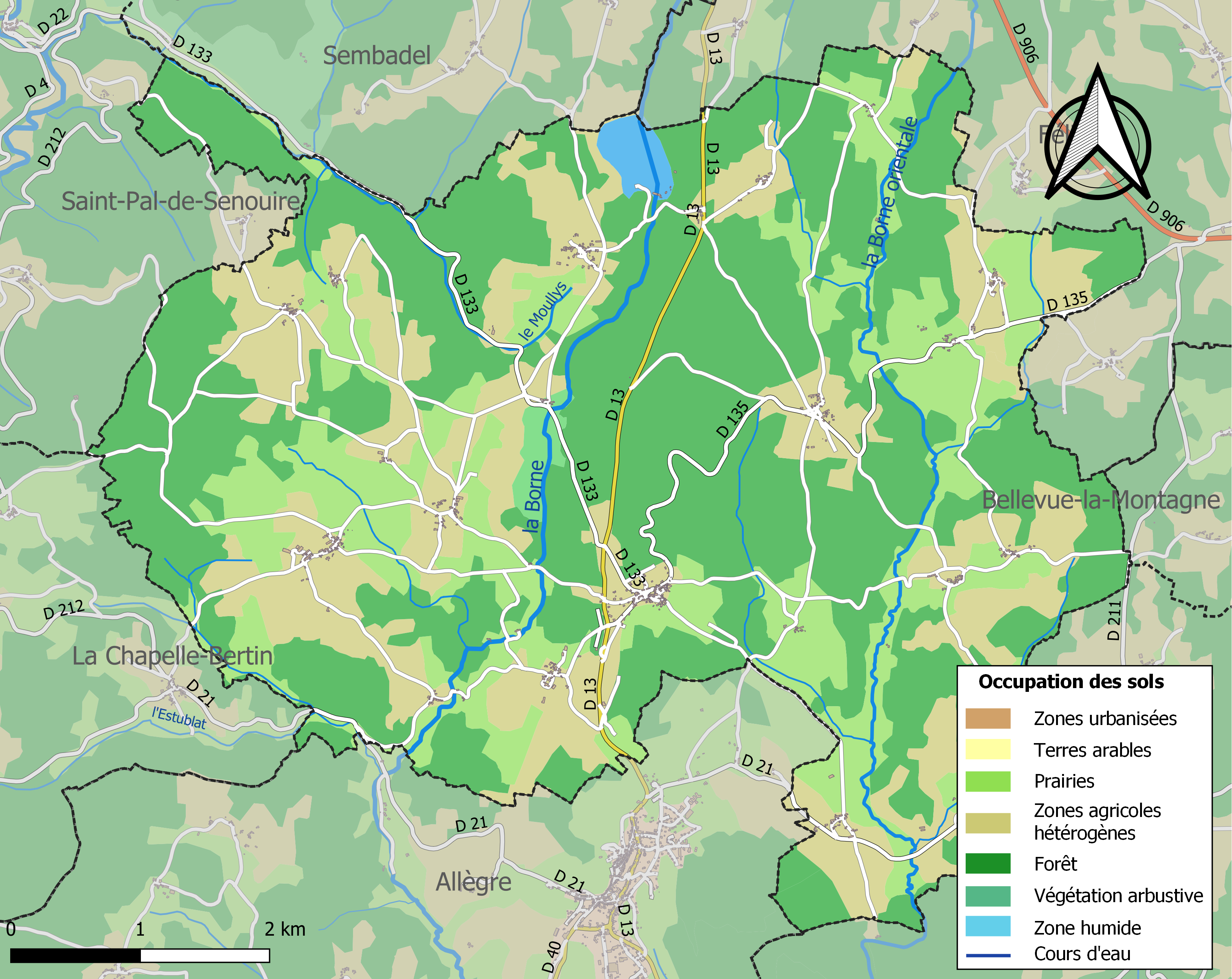
Carte des infrastructures et de l'occupation des sols de la commune en 2018 (CLC).

### Habitat et logement
En 2018, le nombre total de logements dans la commune était de 366, alors qu'il était de 337 en 2013 et de 333 en 2008.
Parmi ces logements, 55,2 % étaient des résidences principales, 32,3 % des résidences secondaires et 12,5 % des logements vacants. Ces logements étaient pour 97 % d'entre eux des maisons individuelles et pour 3 % des appartements.
Le tableau ci-dessous présente la typologie des logements à Monlet en 2018 en comparaison avec celle de la Haute-Loire et de la France entière. Une caractéristique marquante du parc de logements est ainsi une proportion de résidences secondaires et logements occasionnels (32,3 %) supérieure à celle du département (16,1 %) et à celle de la France entière (9,7 %). Concernant le statut d'occupation de ces logements, 87,2 % des habitants de la commune sont propriétaires de leur logement (86 % en 2013), contre 70 % pour la Haute-Loire et 57,5 pour la France entière.
| Typologie                                               | Monlet | Haute-Loire | France entière |
| ------------------------------------------------------- | ------ | ----------- | -------------- |
| Résidences principales (en %)                           | 55,2   | 71,5        | 82,1           |
| Résidences secondaires et logements occasionnels (en %) | 32,3   | 16,1        | 9,7            |
| Logements vacants (en %)                                | 12,5   | 12,4        | 8,2            |

## Toponymie
Anciennes mentions : Monledum (1213), Ecclesia B. Mariæ de Monlet (1252), Ecclesia de Montleth (1267), Molletum (1329), Le Moulet (1398), Mollet (1453), Molet (1561), Montlet-en-Auvernhe (1608).
Le nom du chef-lieu Monlet serait d’origine gauloise (« mons » (montagne) assorti du diminutif « itta » transformé en « let »). Les habitants de Monlet sont appelés les Monletois.

## Histoire
Monlet, occupée depuis l’époque gallo-romaine, a été partiellement détruite pendant la guerre de Cent Ans,.

## Politique et administration

### Découpage territorial
La commune de Monlet est membre de la communauté d'agglomération du Puy-en-Velay, un établissement public de coopération intercommunale (EPCI) à fiscalité propre créé le 26 décembre 2016 dont le siège est à Le Puy-en-Velay. Ce dernier est par ailleurs membre d'autres groupements intercommunaux.
Sur le plan administratif, elle est rattachée à l'arrondissement du Puy-en-Velay, au département de la Haute-Loire, en tant que circonscription administrative de l'État, et à la région Auvergne-Rhône-Alpes.
Sur le plan électoral, elle dépend du canton du Plateau du Haut-Velay granitique pour l'élection des conseillers départementaux, depuis le redécoupage cantonal de 2014 entré en vigueur en 2015, et de la deuxième circonscription de la Haute-Loire pour les élections législatives, depuis le redécoupage électoral de 1986.

### Liste des maires
| Période                                  | Période  | Identité         | Étiquette | Qualité |
| ---------------------------------------- | -------- | ---------------- | --------- | ------- |
| avant 1995                               |          | Clément Roux     | DVD       |         |
| avant 2002                               | 2020     | Gérard Chapelle  | DVD       |         |
| 2020                                     | En cours | Michel Dessimond |           |         |
| Les données manquantes sont à compléter. |          |                  |           |         |

### Élections nationales
| Scrutin             | Scrutin             | 1er tour | 1er tour | 1er tour | 1er tour | 1er tour | 1er tour | 1er tour | 1er tour    | 1er tour | 1er tour | 1er tour | 1er tour | 2d tour | 2d tour | 2d tour | 2d tour | 2d tour | 2d tour |
| Scrutin             | Scrutin             | 1er      | 1er      | %        | 2e       | 2e       | %        | 3e       | 3e          | %        | 4e       | 4e       | %        | 1er     | 1er     | %       | 2e      | 2e      | %       |
| ------------------- | ------------------- | -------- | -------- | -------- | -------- | -------- | -------- | -------- | ----------- | -------- | -------- | -------- | -------- | ------- | ------- | ------- | ------- | ------- | ------- |
| Présidentielle 2017 | Présidentielle 2017 |          | RN       | 25,09    |          | LR       | 17,45    |          | EM          | 17,45    |          | LFI      | 17,45    |         | EM      | 60,71   |         | RN      | 39,29   |
| Présidentielle 2022 | Présidentielle 2022 |          | RN       | 27,86    |          | EM       | 19,47    |          | LFI         | 15,65    |          | LR       | 11,83    |         | RN      | 50,43   |         | EM      | 49,57   |
| Législatives 2022   | 2e                  |          | LR       | 47,28    |          | RN       | 17,39    |          | LFI (NUPES) | 17,39    |          | PR (ENS) | 7,07     |         | LR      | 70,76   |         | LFI     | 29,24   |
| Législatives 2024   | 2e                  |          | LR       | 47,08    |          | RN       | 29,58    |          | PS (NFP)    | 15,00    |          | RE (ENS) | 5,42     |         | LR      | 63,83   |         | RN      | 36,17   |

## Population et société

### Démographie

#### Évolution démographique
L'évolution du nombre d'habitants est connue à travers les recensements de la population effectués dans la commune depuis 1793. Pour les communes de moins de 10 000 habitants, une enquête de recensement portant sur toute la population est réalisée tous les cinq ans, les populations de référence des années intermédiaires étant quant à elles estimées par interpolation ou extrapolation. Pour la commune, le premier recensement exhaustif entrant dans le cadre du nouveau dispositif a été réalisé en 2007.

En 2022, la commune comptait 406 habitants, en évolution de −0,73 % par rapport à 2016 (Haute-Loire : +0,36 %, France hors Mayotte : +2,11 %).
| 1793  | 1800  | 1806  | 1821  | 1831  | 1836  | 1841  | 1846  | 1851  |
| ----- | ----- | ----- | ----- | ----- | ----- | ----- | ----- | ----- |
| 1 324 | 1 265 | 1 452 | 1 347 | 1 531 | 1 590 | 1 523 | 1 609 | 1 477 |

| 1856  | 1861  | 1866  | 1872  | 1876  | 1881  | 1886  | 1891  | 1896  |
| ----- | ----- | ----- | ----- | ----- | ----- | ----- | ----- | ----- |
| 1 488 | 1 479 | 1 409 | 1 460 | 1 536 | 1 536 | 1 746 | 1 810 | 1 530 |

| 1901  | 1906  | 1911  | 1921  | 1926  | 1931  | 1936 | 1946 | 1954 |
| ----- | ----- | ----- | ----- | ----- | ----- | ---- | ---- | ---- |
| 1 402 | 1 450 | 1 305 | 1 081 | 1 026 | 1 025 | 946  | 885  | 752  |

| 1962 | 1968 | 1975 | 1982 | 1990 | 1999 | 2006 | 2007 | 2012 |
| ---- | ---- | ---- | ---- | ---- | ---- | ---- | ---- | ---- |
| 656  | 572  | 511  | 437  | 399  | 377  | 407  | 411  | 405  |

| 2017 | 2022 | - | - | - | - | - | - | - |
| ---- | ---- | - | - | - | - | - | - | - |
| 420  | 406  | - | - | - | - | - | - | - |

#### Pyramide des âges
La population de la commune est relativement âgée.
En 2018, le taux de personnes d'un âge inférieur à 30 ans s'élève à 26,3 %, soit en dessous de la moyenne départementale (31 %). À l'inverse, le taux de personnes d'âge supérieur à 60 ans est de 41,2 % la même année, alors qu'il est de 31,1 % au niveau départemental.
En 2018, la commune comptait 206 hommes pour 210 femmes, soit un taux de 50,48 % de femmes, légèrement inférieur au taux départemental (50,87 %).
Les pyramides des âges de la commune et du département s'établissent comme suit.
| Hommes | Classe d’âge | Femmes |
| ------ | ------------ | ------ |
| 1,0    | 90 ou +      | 4,3    |
| 8,7    | 75-89 ans    | 17,1   |
| 27,6   | 60-74 ans    | 23,7   |
| 21,2   | 45-59 ans    | 19,3   |
| 13,9   | 30-44 ans    | 10,8   |
| 15,4   | 15-29 ans    | 15,0   |
| 12,3   | 0-14 ans     | 9,8    |

| Hommes | Classe d’âge | Femmes |
| ------ | ------------ | ------ |
| 0,9    | 90 ou +      | 2,5    |
| 8,4    | 75-89 ans    | 11,7   |
| 20,4   | 60-74 ans    | 20,5   |
| 21,3   | 45-59 ans    | 20,3   |
| 16,8   | 30-44 ans    | 16,3   |
| 15,2   | 15-29 ans    | 13,2   |
| 17     | 0-14 ans     | 15,6   |

### Animations
Les animations incluent : la fête locale en août, le pèlerinage de Notre-Dame-de-Pitié à Varennes en août, ainsi que des randonnées pédestres et des parcours VTT sur chemins balisés.

## Économie

### Revenus
En 2018, la commune compte 182 ménages fiscaux, regroupant 386 personnes. La médiane du revenu disponible par unité de consommation est de 19 500 € (20 800 € dans le département).

### Emploi
| Division       | 2008  | 2013  | 2018  |
| -------------- | ----- | ----- | ----- |
| Commune        | 4,1 % | 5,2 % | 7,9 % |
| Département    | 6,3 % | 7,7 % | 7,7 % |
| France entière | 8,3 % | 10 %  | 10 %  |

En 2018, la population âgée de 15 à 64 ans s'élève à 225 personnes, parmi lesquelles on compte 74,6 % d'actifs (66,7 % ayant un emploi et 7,9 % de chômeurs) et 25,4 % d'inactifs,. En 2018, le taux de chômage communal (au sens du recensement) des 15-64 ans est supérieur à celui du département, mais inférieur à celui de la France, alors qu'il était inférieur à celui du département et de la France en 2008.
La commune est hors attraction des villes,. Elle compte 55 emplois en 2018, contre 49 en 2013 et 64 en 2008. Le nombre d'actifs ayant un emploi résidant dans la commune est de 156, soit un indicateur de concentration d'emploi de 35,4 % et un taux d'activité parmi les 15 ans ou plus de 47 %.
Sur ces 156 actifs de 15 ans ou plus ayant un emploi, 48 travaillent dans la commune, soit 30 % des habitants. Pour se rendre au travail, 82,3 % des habitants utilisent un véhicule personnel ou de fonction à quatre roues, 1,3 % les transports en commun, 5,6 % s'y rendent en deux-roues, à vélo ou à pied et 10,8 % n'ont pas besoin de transport (travail au domicile).

## Culture locale et patrimoine

### Lieux et monuments
- Église de la Nativité-de-la-Sainte-Vierge XIIIe siècle : inscrite au titre des monuments historiques par arrêté du 7 janvier 1926[36], entièrement restaurée et illuminée. On y trouve un retable Louis XIII aux colonnes torses sur fond vert, dorées à la feuille et une Vierge en majesté en bois polychrome du XVIe siècle.
- Place de l’Église, au cœur du village, profite de l’ombrage du « Sully », tilleul tricentenaire au tronc imposant (4,50 mètres de circonférence à hauteur d’homme). L’arbre met en valeur un sarcophage gallo-romain ainsi qu’un labrum qui servait aux ablutions à l’entrée des temples (vasque).
- À côté de l'arbre de Sully, un autel gallo-romain en pierre porte une inscription à demi effacée dédiée à Jupiter : I(ovi) O(ptimo) M(aximo) / I ID[3]IA / [3]MIM / PIILIAE DI[37].
- Ruines du château de Monlet à 1 km à l'est en direction de Moissac, il reste quelque pans de murailles la visite est libre.
- Chapelle de Varennes, construite en 1895. Cette « Notre-Dame-de-Pitié », la Vierge des pauvres, des mendiants et des bûcherons continue d’être vénérée lors d’un pèlerinage annuel en août.
- Monlet est aussi connu pour sa maison du charron.
- La réserve naturelle régionale du lac de Malaguet.

### Personnalités liées à la commune
Pierre Monatte, syndicaliste fondateur de La Vie Ouvrière, né à Monlet dont il utilisa l'anagramme comme pseudonyme au cours de sa vie militante.

### Héraldique
| Blason de Monlet | Blason  | D'or au chevron de gueules surmonté de trois étoiles du même rangées en chef. |
| Blason de Monlet | Détails | Le statut officiel du blason reste à déterminer.                              |